# Aurel Rentea
Aurel Rentea – rumuński zapaśnik walczący w stylu wolnym. Brązowy medalista mistrzostw Europy w 1979 roku.